# Giffgaff
Giffgaff (zapis stylizowany: giffgaff) – sieć telefonii komórkowej działająca w Wielkiej Brytanii.

## Charakterystyka
Nazwa sieci pochodzi od słowa z języka gaelicko szkockiego oznaczającego „obdarowywanie się". Sieć rozpoczęła działalność 25 listopada 2009 roku. Jest siecią wirtualną działającą na infrastrukturze O2. Sieć opiera obsługę klienta na poradach społecznościowych - na podstawie (istniejącego do 2018 na stronach firmy a następnie na Facebooku), moderowanym forum z przydzielonymi rolami  doradców wynagradzanych wewnątrz firmową walutą. Duże znaczenie w pozyskiwaniu nowych klientów ma również system poleceń. W 2019 roku sieć miała ok. 2,5 miliona klientów. W tym samym roku została uznana za najprzyjaźniejszą sieć telefonii komórkowej w Wielkiej Brytanii w rankngu Ofcom. Siedziba sieci znajduje się w Uxbridge.